# Tony Brise
Antony William „Tony“ Brise (* 28. März 1952 in Erith; † 29. November 1975 in Arkley) war ein englischer Autorennfahrer, der zehn WM-Rennen in der Formel 1 bestritt.

## Karriere
Nachdem Brise 1973 zwei der drei britischen Formel-3-Meisterschaften gewonnen hatte, begann er 1975 seine kurze Formel-1-Karriere bei Williams. Nach einem Rennen wechselte er noch im selben Jahr zu dem vom ehemaligen Formel-1-Weltmeister Graham Hill gegründeten Embassy-Hill-Lola-Team. Seinen einzigen Weltmeisterschaftspunkt erreichte er mit einem sechsten Platz beim Großen Preis von Schweden in Anderstorp.

## Tod
Brise starb bei einem Flugzeugabsturz nach einem Anflug im dichten Nebel auf den Flughafen Elstree, dem auch Graham Hill, der das Flugzeug selbst steuerte, und vier weitere Teammitglieder zum Opfer fielen. Er wurde auf dem Eltham Cemetery and Crematorium in Eltham, Royal Borough of Greenwich, Greater London bestattet.

## Statistik

### Statistik in der Automobil-Weltmeisterschaft
Diese Statistik umfasst alle Teilnahmen des Fahrers an der Automobil-Weltmeisterschaft, die heutzutage als Formel-1-Weltmeisterschaft bezeichnet wird.

#### Einzelergebnisse
| Saison | 1 | 2 | 3 | 4 | 5   | 6 | 7 | 8 | 9   | 10  | 11 | 12  | 13  | 14 |
| ------ | - | - | - | - | --- | - | - | - | --- | --- | -- | --- | --- | -- |
| 1975   |   |   |   |   |     |   |   |   |     |     |    |     |     |    |
|        |   |   | 7 |   | DNF | 6 | 7 | 7 | 15* | DNF | 15 | DNF | DNF |    |

| Legende  | Legende            | Legende                                                          |
| Farbe    | Abkürzung          | Bedeutung                                                        |
| -------- | ------------------ | ---------------------------------------------------------------- |
| Gold     | –                  | Sieg                                                             |
| Silber   | –                  | 2. Platz                                                         |
| Bronze   | –                  | 3. Platz                                                         |
| Grün     | –                  | Platzierung in den Punkten                                       |
| Blau     | –                  | Klassifiziert außerhalb der Punkteränge                          |
| Violett  | DNF                | Rennen nicht beendet (did not finish)                            |
| Violett  | NC                 | nicht klassifiziert (not classified)                             |
| Rot      | DNQ                | nicht qualifiziert (did not qualify)                             |
| Rot      | DNPQ               | in Vorqualifikation gescheitert (did not pre-qualify)            |
| Schwarz  | DSQ                | disqualifiziert (disqualified)                                   |
| Weiß     | DNS                | nicht am Start (did not start)                                   |
| Weiß     | WD                 | zurückgezogen (withdrawn)                                        |
| Hellblau | PO                 | nur am Training teilgenommen (practiced only)                    |
| Hellblau | TD                 | Freitags-Testfahrer (test driver)                                |
| ohne     | DNP                | nicht am Training teilgenommen (did not practice)                |
| ohne     | INJ                | verletzt oder krank (injured)                                    |
| ohne     | EX                 | ausgeschlossen (excluded)                                        |
| ohne     | DNA                | nicht erschienen (did not arrive)                                |
| ohne     | C                  | Rennen abgesagt (cancelled)                                      |
| ohne     | keine WM-Teilnahme |                                                                  |
| sonstige | P/fett             | Pole-Position                                                    |
| sonstige | 1/2/3/4/5/6/7/8    | Punktplatzierung im Sprint-/Qualifikationsrennen                 |
| sonstige | SR/kursiv          | Schnellste Rennrunde                                             |
| sonstige | *                  | nicht im Ziel, aufgrund der zurückgelegten Distanz aber gewertet |
| sonstige | ()                 | Streichresultate                                                 |
| sonstige | unterstrichen      | Führender in der Gesamtwertung                                   |